# Попелёнки
Попелёнки — деревня в Судогодском районе Владимирской области России, входит в состав Лавровского сельского поселения.

## География
Деревня расположена на берегу реки Судогда в 9 км на север от центра поселения деревни Лаврово и в 13 км на север от райцентра города Судогда близ автодороги 17Н-62 Судогда – Чамерево.

## История
В XIX — первой четверти XX века деревня входила в состав Даниловской волости Судогодского уезда, с 1926 года — в составе Судогодской волости Владимирского уезда. В 1859 году в деревне числилось 10 дворов, в 1905 году — 24 дворов, в 1926 году — 36 хозяйств.
С 1929 года деревня входила в состав Бокушинского сельсовета Судогодского района, с 1940 года — в составе Торжковского сельсовета, с 1954 года — в составе Чамеревского сельсовета, с 2005 года — в составе Лавровского сельского поселения.

## Население
| 1859 | 1905 | 1926 |
| ---- | ---- | ---- |
| 90   | 145  | 183  |

| 1859 | 1905 | 1926 | 2002 | 2010 | 2021 |
| ---- | ---- | ---- | ---- | ---- | ---- |
| 90   | ↗145 | ↗183 | ↘9   | ↘6   | ↗17  |